# سیارک ۳۱۴۳۱
سیارک ۳۱۴۳۱ (به انگلیسی: 31431 Cabibbo، نامگذاری:1999BP9)۳۱۴۳۱مین سیارک کشف شده‌است که در ۲۱ ژانویه ۱۹۹۹ کشف شد.